# Chloé Delaume
Pour les articles homonymes, voir Delaume.
Chloé Delaume, née Nathalie Dalain à Versailles le 10 mars 1973, est une écrivaine française. Elle est également éditrice et, de manière plus ponctuelle, performeuse, musicienne et chanteuse. Son œuvre littéraire, pour l'essentiel autobiographique, est centrée sur la pratique de la littérature expérimentale, le féminisme et la problématique de l'autofiction.

## Biographie

### Enfance et études
Née en 1973 d'une mère française et d'un père libanais, Chloé Delaume passe une partie de son enfance à Beyrouth, où la guerre civile commencée en 1975 finit par détruire sa maison. En 1983 se déroule à Paris un drame qui hantera toute son œuvre : alors qu'elle n'a que dix ans, son père tue sa mère devant ses yeux puis se suicide.
Elle va ensuite vivre chez ses grands-parents puis chez son oncle et sa tante. Voulant devenir professeure comme sa mère, elle s'inscrit à la faculté de Nanterre en lettres modernes jusqu’à la maîtrise et entame un mémoire inachevé sur La Pataphysique chez Boris Vian.
Déçue par le système universitaire, elle quitte la faculté et se met à écrire en se prostituant dans des bars à hôtesses.

### Carrière littéraire
De 1998 à 2001, elle travaille comme critique littéraire au Matricule des Anges sous son vrai nom, tout en commençant à publier des textes en revues.
Entre 1999 et 2002, elle fait partie du noyau dur de la revue littéraire EvidenZ fondée par Mehdi Belhaj Kacem (son mari jusqu'en 2002). Elle publie trois textes dans la revue, pour la première fois sous le nom de Chloé Delaume. Le prénom « Chloé » a été emprunté à l'héroïne du roman L'Écume des jours de Boris Vian et le patronyme « Delaume » provient de l'ouvrage d'Antonin Artaud, L'Arve et l'Aume : « il y a mort de l'identité civile parce que je ne l'ai pas choisie. Un beau matin je me suis dit “ça suffit, ma vie ne me convient pas, qui je suis ne me convient pas, je vais être autre” et j'ai pris cette décision. » Elle quitte la revue après le deuxième et dernier numéro.
Elle publie son premier roman, Les Mouflettes d'Atropos, en 2000, chez Farrago.
De septembre à décembre 2001, elle est résidente au CipM[source insuffisante] où elle écrit Monologue pour épluchures d’Atrides, publié en 2003 aux éditions du CipM/Spectres familiers.
Automne 2001, elle remporte le prix Décembre pour son roman, Le Cri du sablier.
Entre janvier 2005 et juin 2007, elle gère le forum de l'émission Arrêt sur images, présenté par Daniel Schneidermann sur France 5 et rend compte des critiques et remarques qui y sont écrites une fois par mois sur le plateau de l'émission. Chloé Delaume est alors surnommée « la forumancière »[réf. nécessaire]. Durant cette période, elle écrit et publie J’habite dans la télévision, qu’elle déclinera en performances.
En 2008, elle participe à la création de la revue de littérature contemporaine Tina, aux éditions è®e.
En 2010, elle est nommée chevalière des Arts et des Lettres.
La même année, elle lance la manifestation « À vous de lire » dont elle est la marraine avec Frédéric Mitterrand.
Fin 2010, Chloé Delaume devient directrice d'une collection intitulée « Extraction » aux éditions Joca Seria. Elle souhaite alors éditer principalement de la littérature expérimentale. Elle y publiera onze titres.
D'avril 2011 à avril 2012, elle est pensionnaire à la Villa Médicis où elle fait des recherches sur Messaline et interroge magie et politique à travers des performances.
Entre le 6 mai 2012 (date de l'élection de François Hollande) et le 16 juillet 2012, elle tient une chronique hebdomadaire sur la présidence de Hollande, intitulée « Bienvenue à Normaland », sur le site Arrêt sur images.
En 2017, elle développe le cycle Liberté-Parité-Sororité avec le programme de résidence d’écrivains de la Région Île-de-France, à la librairie Violette and Co, tout en menant des ateliers d’écriture au Palais de la Femme.
En 2019, elle entre au comité de lecture du pôle littérature des éditions du Seuil. La même année, elle intègre le jury du Prix Décembre.
En 2020, elle est lauréate du Prix Médicis pour son roman Le Cœur synthétique.
En 2021, elle tient durant six mois la chronique Au lance-flammes du magazine Causette.
De 2021 à 2023, elle organise un dimanche par mois La petite veillée, une soirée lecture dans le café féministe Chez Mona, à Paris. Elle y invite de nouvelles voix, et met en avant la poésie[réf. nécessaire].
En 2023, elle est la marraine de la Villa Valmont, maison des écritures et des paysages, qui ouvre ses portes en avril.
D'octobre 2023 à juin 2024, elle bénéficie du dispositif Ecrivains en Région Île-de-France pour développer le projet Lilith & Cie à la librairie La Régulière, où elle mène des ateliers d'écritures et des soirées lectures autour des grandes figures mythologiques féminines.
Les 17, 18 et 19 janvier 2024, à la Maison de la Recherche de Paris 3, l'INHA et la Maison de la Poésie de Paris, se tient le Colloque international Chloé Delaume : une œuvre intermédiale, organisé par Eugénie Péron-Douté et Dawn Cornelio.

### Engagement
En mai 2022, elle rejoint le parlement de la Nupes.
Chloé Delaume signe la tribune publiée dans l'édition du 19 janvier 2024 du quotidien Libération qui s'oppose au parrainage de l'édition 2024 du Printemps des poètes par l'écrivain Sylvain Tesson.

### Famille et vie privée
Chloé Delaume est la nièce de Georges Ibrahim Abdallah, incarcéré en France depuis 1984 et condamné en 1987 à la réclusion à perpétuité pour des actes terroristes.
Elle épouse, en 1999, le philosophe Mehdi Belhaj Kacem dont elle se sépare en 2002. Elle se remarie en 2006 avec Thomas Scotto d'Abusco. En 2013, elle divorce.
Elle a partagé quelque temps sa vie avec Daniel Schneidermann, dont elle s'est séparée depuis. Ils ont écrit ensemble Où le sang nous appelle, publié en 2013.

## Écriture
Chloé Delaume a écrit de nombreux romans, qui témoignent d'une recherche poétique et formelle originale. Son œuvre est avant tout expérimentale.
L'autofiction, la technologie et le numérique, le « bio-pouvoir », le jeu et les enjeux de la littérature sont des thématiques récurrentes dans son œuvre, teintée dès ses débuts de féminisme.
Elle définit elle-même son entreprise littéraire comme une « politique de révolution du Je » dont la volonté interne serait de « refuser les fables qui saturent le réel, les fictions collectives, familiales, culturelles, religieuses, institutionnelles, sociales, économiques, politiques et médiatiques. » (La Règle du Je)
Son travail est très influencé par celui de l'Oulipo et de Raymond Queneau en particulier, des pataphysiciens. Elle revendique de multiples sources d'inspirations allant de Pierre Guyotat à Christine Angot en passant par Marguerite Duras, Sophie Calle, Guillaume Apollinaire et les vers de Jean Racine.
Outre son œuvre littéraire, elle compose, en compagnie de Julien Locquet, des textes qu'elle interprète sur les albums du groupe Dorine Muraille. Cette collaboration donne également naissance à des performances multimédia au début des années 2000.
Elle écrit des pièces radiophoniques pour France Culture : Le Syndrome de la Fée Clochette (2003), J'ai le souffle trop court pour 31 bougies (2004), Transhumances (2006).
Son choc littéraire, le moment où, dit-elle, elle est « entrée en littérature », a été la lecture de L'Écume des jours de Boris Vian. Elle a écrit un essai sur l'apport de Boris Vian sur son œuvre, Les juins ont tous la même peau, titre emprunté au roman de Vian Les morts ont tous la même peau.
Le Cri du sablier, paru chez Farrago, lui vaut le prix Décembre en 2001. Il peut être considéré comme le deuxième volet d'une trilogie autofictive entamée avec Les Mouflettes d'Atropos et clôturée par La Vanité des somnambules.
En 2004, dans Certainement pas, elle s'inspire du jeu de Cluedo comme tissu narratif.
En 2007, elle publie un livre-jeu, La nuit je suis Buffy Summers, se fondant sur l'univers de la série télé Buffy contre les vampires.
La même année, à la suite d'une commande des éditions Naïve, elle consacre un bref roman au groupe de rock français Indochine, dont elle est fan ; en 2009, à l'occasion de la sortie du nouvel album de ce groupe, elle signe les paroles d'une de leurs chansons, Les aubes sont mortes. Elle collabore par la suite à d'autres titres du groupe : Suffragettes BB, Le garçon qui rêve, et No Name.
Dans ma maison sous terre, publié en 2009 dans la collection Fiction & Cie (Seuil), pousse l'aspect performatif de son œuvre à son paroxysme : le roman se fait arme et n'a d'autre prétention que de provoquer la mort de la grand-mère de Chloé Delaume,.
En 2012, elle publie Une femme avec personne dedans (Seuil), roman autofictif qui s'ouvre sur l'annonce du suicide d'une de ses lectrices.
En 2013, elle publie, avec Daniel Schneidermann Où le sang nous appelle (Seuil), roman consacré à Georges Ibrahim Abdallah qui est à la fois son oncle et le chef des Fractions armées révolutionnaires libanaises, condamné à perpétuité au cours d'un procès tenu en France en 1987 où il a été condamné pour l'assassinat de diplomates israélien et américains, procès en son temps couvert par Schneidermann, alors journaliste au Monde.
En 2015, elle expérimente l'écriture numérique et publie, avec l’illustrateur Franck Dion, Alienare, un livre hybride entre texte, film et musique, et déclare à Rue89 : « avec l’hybridité, on peut soudain toucher à quelque chose qui est une forme d’art total. »
En 2016, elle publie Les Sorcières de la République, une dystopie loufoque où la révolution féministe échoue à cause de la rivalité entre femmes.
Elle poursuit sa réflexion sur la sororité en publiant en 2019 Mes bien chères sœurs, faisant le choix formel de la lettre ouverte.
En 2019, elle intègre le dispositif de résidences SOFILM de genre, et commence à écrire des scénarios en développement chez Capricci.
En 2020, elle se penche sur la question de l’invisibilisation de la femme de bientôt 50 ans et son obsolescence sur le marché de l’amour. Elle publie Le Cœur synthétique, une parodie de comédie romantique, qui obtient le Prix Médicis.
En 2021, elle dirige l’ouvrage collectif Sororité publié par Points Féminismes, auquel participent quatorze autrices telles que Lydie Salvayre, Lola Lafon, Ovidie, Camille Froidevaux-Metterie ou encore Alice Coffin.
En 2023, elle publie Pauvre folle (Seuil), roman sur une étrange passion amoureuse.
En 2024, elle sort Phallers, une fiction où soudain des filles et des femmes ont la capacité psychique de faire imploser le phallus des agresseurs sexuels. Publié chez Points féminismes, le bandeau du livre stipule « Pour que les hommes cessent de violer, on ne sait pas quoi inventer ».

## Œuvres

### Romans et récits
- 2000 : Les Mouflettes d’Atropos, Farrago, 136 p. - rééd. Gallimard, coll. « Folio »  (ISBN 978-2-07-042617-1)
- 2001 : Le Cri du sablier, Farrago/Léo Scheer, 132 p. - rééd. Gallimard, coll. « Folio »  (ISBN 978-2-84490-072-2)
- 2001 : Mes week-ends sont pire que les vôtres, Éditions du Néant, 9 p.
- 2003 : La Vanité des somnambules, Farrago/Léo Scheer, 147 p.  (ISBN 978-2-84490-115-6)
- 2003 : Monologue pour épluchures d’Atrides, CipM  (ISBN 290909748X)
- 2003 : Corpus Simsi. Incarnation virtuellement temporaire, Léo Scheer, 125 p.  (ISBN 978-2-915280-07-4)
- 2004 : Certainement pas, Verticales, 360 p.  (ISBN 978-2-84335-175-4)
- 2005 : Les Juins ont tous la même peau. Rapport sur Boris Vian, La Chasse au Snark, 85 p. - rééd. Seuil, coll. « Points »  (ISBN 978-2-914015-36-3)
- 2006 : J'habite dans la télévision, Verticales, 167 p. - rééd. J'ai lu.  (ISBN 978-2-07-078139-3)
- 2007 : La nuit je suis Buffy Summers, éditions è®e, 128 p.  (ISBN 978-2-915453-39-3)
- 2007 : Chanson de geste & opinions, Mac/Val  (ISBN 978-2-916324-21-0)
- 2007 : La Dernière Fille avant la guerre, Naïve Sessions, 116 p.  (ISBN 978-2-35021-099-5)
- 2009 :Dans ma maison sous terre, Seuil, coll. « Fiction & cie », 204 p.  (ISBN 9782020983020)
- 2009 : Narcisse et ses aiguilles, L'Une & l'autre, 31 p.  (ISBN 9782357290211)
- 2011 : Le Deuil des deux syllabes, L'Une & l'autre, 36 p.  (ISBN 978-2-35729-043-3)
- 2012 : Une femme avec personne dedans, Seuil, coll. « Fiction & cie », 144 p.  (ISBN 978-2-02-102094-6)
- 2012 : Perceptions, illustrations de François Alary, éditions Joca Seria.
- 2013 : Où le sang nous appelle, avec Daniel Schneidermann, Seuil, coll. « Fiction & cie »  (ISBN 978-2021084696)
- 2014 : Conversations entre onze heures et minuit, no 1, éditions du musée Balzac
- 2015 : Vous aimez beaucoup voyager, illustrations de François Alary, éditions du Cimetière
- 2015 : Alienare, avec Franck Dion, Seuil, coll. « Romans français » (H.C.)
- 2016 : Les Sorcières de la République, Seuil, coll. « Fiction & cie »  (ISBN 978-2-02-104561-1)
- 2020 : Le Cœur synthétique (roman), Seuil, coll. "Fiction & cie "  (EAN 9782021425451)
- 2023 : Pauvre Folle (roman), Seuil, coll. "Fiction & cie"  (EAN 9782021497724)
- 2024 : Phallers (roman), Points, coll Points féminismes  (EAN 9791041410866)
- 2025 : Ils appellent ça l'amour (roman), Seuil, coll. "Fiction & cie"

### Théâtre
- 2007 : Transhumances, éditions è®e, 128 p.  (ISBN 978-2-915453-42-3)
- 2009 : Eden matin midi et soir, illustrations de François Alary, éditions Joca Seria, 45 p.  (ISBN 978-2-84809-106-8)
- 2010 : Au commencement était l'adverbe, illustrations de François Alary, éditions Joca Seria, 80 p.  (ISBN 978-2-84809-140-2)

### Essais
- 2007 : Neuf Leçons de littérature, en collaboration avec Michel Butor, Pierrette Fleutiaux, et Hédi Kaddour, Éditions Thierry Magnier, 187 p.  (ISBN 978-2-84420-540-7)
- 2008 : S'écrire mode d'emploi, publie.net, 2008  (ISBN 978-2814551527)
- 2010 : La Règle du je. Autofiction : un essai, PUF, coll. « Travaux pratiques », 92 p.  (ISBN 978-2-13-057425-5)
- 2019 : Mes bien chères sœurs, Seuil, coll. « Fiction & cie »

### Textes et nouvelles
- 1999 : « Les levrettes d'Andromaque » et « Prostituationnisme », Evidenz no 1, Tristram, 186 p.  (ISBN 2-907681-24-9)
- 2002 : « Tricksters of mercy », Evidenz no 2, Sens & Tonka, 61 p.  (ISBN 2-84534-044-3)
- 2002 : « Cata(racte) », Contre offensive, collectif, Pauvert, 166 p.  (ISBN 978-2-7202-1481-3)
- 2003 : « Rapsodie ras du sol », Lettres d'aveux, collectif, Pocket, 142 p.  (ISBN 978-2-266-13446-0)
- 2003 : « L'hôtesse de bar », Le Sexe, collectif, La Découverte, 182 p.  (ISBN 978-2-7071-3843-9)
- 2003 : « La coxalgie du nénuphar », Les Affolés, collectif, Baleine, 189 p.  (ISBN 978-2-84219-367-6)
- 2003 : « Petits problèmes entre amis », Le Cadavre bouge encore, collectif, Léo Scheer, 411 p.  (ISBN 978-2-914172-59-2)
- 2004 : « Où sont les lions ? », Tout sera comme avant, collectif, Verticales, 240 p.  (ISBN 978-2-84335-198-3).
- 2004 : « Djezer Zarka », Remix # 1, collectif, Hachette, 110 p.  (ISBN 978-2-01-235742-6)
- 2005 : « Terraformation », Renews 1, collectif, è®e, 128 p.  (ISBN 978-2-915453-03-4)
- 2005 : « L'architecte », Remix # 3, collectif, Hachette, 109 p.  (ISBN 978-2-01-235857-7)
- 2006 : « Je suis le 21 », Un toit. Nouvelles sur le logement, collectif, Le Cherche midi, 187 p.  (ISBN 978-2-7491-0792-9)
- 2007 : « L'alchimie du mail », Prenez soin de vous de Sophie Calle, collectif, Actes Sud, 450 p.  (ISBN 978-2-7427-6835-6)
- 2010 : « Suite 411 », Sillages, collectif, Cadex, 50 p.  (ISBN 978-2-913388-75-8)
- 2010 : « Derrière le verre », Petit pan du mur jaune. 22 écrivains du côté du Louvre, collectif, Skira, 159 p.  (ISBN 978-2-08-124185-5)
- 2012 : « Précis de recomposition », Noël, quel bonheur ! Treize nouvelles affreusement croustillantes, collectif, Armand Colin, 176 p.  (ISBN 978-2200283223)

### Anthologie poétique
2024 : C'est instants de grâce dans l'éternité, dir. Jean-Yves Reuzeau, 116 poètes d'aujourd'hui, Le Castor Astral, Paris, 512 p.
- 2025 : Esprit de résistance, dir. Jean-Yves Reuzeau pour la série L'Année poétique : 118 poètes d'aujourd'hui, Seghers, Paris, 400 p.  (ISBN 9782232148095)

## Filmographie
- La Contribution, court métrage, 2014 - produit par Manufactura
- Ouin Ouin boogie, clip, 2025 - produit par Phénomènes Films.

## Musique
- Sentiments négatifs, album, 2024 - Dokidoki / Atypeek Diffusion
- Les fabuleuses mésaventures d'une héroïne contemporaine, album, 2020 - Dokidoki / Atypeek Diffusion
- Chanson Du Haut, avec Jean-Luc Le Ténia, sur l'album Automne, 2009 - autoproduction[37].

## Adaptations
- 2005 : Les Mouflettes d'Atropos, mise en scène d'Hélène Poitevin sur une chorégraphie de B. Altieri, Paris[38]
- 2006 : Transhumances, pièce radiophonique, France Culture
- 2009 : Eden matin midi et soir, mise en scène de Hauke Lanz, La Ménagerie de verre, Paris
- 2011 : Veuillez laisser ce corps dans l'état où vous l'avez trouvé en entrant, d'après Les Mouflettes d'Atropos, Le Cri du sablier et La Vanité des somnambules, Compagnie Lever du Jour, Théâtre du Grand Rond, Toulouse[39]

## Distinctions
- 2001 : Prix Décembre pour Le Cri du sablier
- 2020 : Prix Médicis pour Le Cœur synthétique[40],[41]

#### Études
- Béatrice Jonguy, « Les écorchées : Chloé Delaume et Filipa Melo », Acte du colloque international : Projections : des organes hors du corps, 13-14 octobre 2006
- Fabrice Thumerel, « Chloé Delaume ou l'alteregographie », Libr-critique, 25 juin 2007
- Marc Décimo, « De quelques histoires de famille à la naissance de Chloé Delaume : trauma et usage singulier de la langue », Relations familiales dans les littératures françaises et francophone du XXe et XXIe siècles, L'Harmattan, 2008, voir sur Google Livres (consulté le 21 juillet 2011)
- Collectif, Le Matricule des anges consacré à Chloé Delaume, no 100, janvier 2009
- Dawn M. Cornelio, Les limites de la narration minée dans Certainement pas de Chloé Delaume, Contemporary French and Francophone Studies, 13:4, 423-430, 2009. DOI 10.1080/17409290903096285
- Sylvie Ducas, « Fiction auctoriale, postures et impostures médiatiques : le cas de Chloé Delaume, "personnage de fiction" », Le Temps des médias, no 14, printemps 2010
- Michèle Gaudreau, « Violence et identité dans Les Mouflettes d'Atropos et Le Cri du sablier de Chloé Delaume », Cahiers de l'IREF, no 2
- Anaïs Guilet, “Lire le jeu vidéo, jouer à la littérature : Corpus Simsi de Chloé Delaume”, in Sylvie Craipeau, Sébastien Genvo, Brigitte Simonnot (dir.), Les Jeux vidéo au croisement du social, de l’art et de la culture, Revue Questions de communication, série actes no 8, Presses Universitaires de Nancy, 2010.
- Anysia Troin-Guis, « Une narrativisation singulière du féminisme : lecture de quelques œuvres de Chloé Delaume », Postures, no 15, printemps 2012, p. 83-96
- Marika Piva, Nimphaea in fabula: le bouquet d'histoires de Chloé Delaume, Aguaplano 2012.
- Annie Pibarot et Florence Thérond (dir). S’écrire Chloé Delaume, Revue Komodo21 2017.
- Marika Piva, “Cybervariation autour de la littérature : Corpus Simsi de Chloé Delaume”, Fabula / Les colloques, “Internet est un cheval de Troie”, 2017.
- Dawn M. Cornelio, Une mise à jour du féminisme de Chloé Delaume : des Mouflettes d’Atropos à Mes bien chères sœurs. French Cultural Studies, 31(4), 284-292, 2020. DOI 10.1177/0957155820961653
- Isabelle Hautbout, “Le fil rouge du jeu vidéo chez Chloé Delaume”, in Jeu vidéo & romanesque [en ligne], mars 2021.

#### Interview
- « Le soi est une fiction : Chloé Delaume s'entretient avec Barbara Havercroft », Revue critique de fixxion française contemporaine, no 4,‎ 2012 (ISSN 2033-7019, lire en ligne)